# Vârstele omului
Vârstele omului este un film românesc din 1968 regizat de Alecu Croitoru. Rolurile principale au fost interpretate de actorii Eugenia Bosînceanu, Carmen Rusu, Iura Constantin.

## Distribuție
Distribuția filmului este alcătuită din:
- Carmen Rusu — Fetița
- Micaela Caracaș — Fata
- Vistrian Roman — Băiatul
- Eugenia Bosînceanu — Mama
- Iura Constantin — Copilul
- Matilda Bașta — Femeia
- Nicolae Veniaș — Bătrânul
- Mircea Bașta — Bărbatul
- Ioana Ciomîrtan — Bătrâna

## Primire
Filmul a fost vizionat de 637.224 de spectatori în cinematografele din România, după cum atestă o situație a numărului de spectatori înregistrat de filmele românești de la data premierei și până la data de 31 decembrie 2014 alcătuită de Centrul Național al Cinematografiei.